# (9006) Voytkevych
(9006) Voytkevych est un astéroïde de la ceinture principale.

## Description
(9006) Voytkevych est un astéroïde de la ceinture principale. Il fut découvert le 21 octobre 1982 à Naoutchnyï par Lioudmila Karatchkina. Il présente une orbite caractérisée par un demi-grand axe de 2,59 UA, une excentricité de 0,19 et une inclinaison de 14,1° par rapport à l'écliptique.

## Compléments